# Pays-Bas au Concours Eurovision de la chanson 2014
Les Pays-Bas sont l'un des trente-sept pays participants au Concours Eurovision de la chanson 2014, qui se déroule à Copenhague, au Danemark. Le pays est représenté par le duo The Common Linnets et leur chanson Calm After the Storm, sélectionnés en interne par le diffuseur néerlandais AVROTROS.

## Sélection
Le diffuseur néerlandais confirme sa participation le 15 juillet 2013. Le diffuseur annonce le 25 novembre 2013 qu'il sera représenté par The Common Linnets, sélectionnés en interne. Leur chanson, intitulée Calm After the Storm, est publiée le 13 mars 2014.

## À l'Eurovision
Les Pays-Bas participent à la première demi-finale, le 6 mai 2014. S'y plaçant à la 1re place avec 150 points, le pays se qualifie pour la finale. Lors de la celle-ci, le pays termine 2e avec 238 points, derrière l'Autriche.